# Seznam dílů seriálu Jessie
Toto je seznam dílů seriálu Jessie. Americký komediální seriál Jessie se vysílá na stanici Disney Channel. Seriál se točí kolem Jessie (Debby Ryanová), osmnáctileté dívce, která se z Texasu přestěhuje do New Yorku, kde se stává chůvou čtyř jedinečných dětí: Emmy (Peyton Listová), Raviho (Karan Brar), Luka (Cameron Boyce) a Zuri (Skai Jacksonová). Seriál měl premiéru 30. září 2011 v USA a 31. prosince 2011 v Česku.

## Přehled řad
| Řada | Díly | Premiéra v USA | Premiéra v USA     | Premiéra v ČR (ČT :D) | Premiéra v ČR (ČT :D) | Premiéra v ČR     | Premiéra v ČR   |
| Řada | Díly | První díl      | Poslední díl       | První díl             | Poslední díl          | První díl         | Poslední díl    |
| ---- | ---- | -------------- | ------------------ | --------------------- | --------------------- | ----------------- | --------------- |
| 1    | 26   | 30. září 2011  | 7. září 2012       | 3. října 2016         | 7. listopadu 2016     | 31. prosince 2011 | 2. února 2013   |
| 2    | 28   | 5. října 2012  | 13. září 2013      | 8. listopadu 2016     | 15. prosince 2016     | 16. března 2013   | 18. ledna 2014  |
| 3    | 27   | 5. října 2013  | 28. listopadu 2014 | 16. prosince 2016     | 23. ledna 2017        | 22. dubna 2014    | 11. dubna 2015  |
| 4    | 20   | 9. ledna 2015  | 16. října 2015     | 24. ledna 2017        | 20. února 2017        | 5. září 2015      | 19. června 2016 |

## Seznam dílů

### První řada (2011–2012)
| Č. v seriálu | Č. v řadě | Původní název                     | Český název                 | Režie             | Scénář                                                | Premiéra v USA     | Premiéra v ČR      | Prod. kód |
| ------------ | --------- | --------------------------------- | --------------------------- | ----------------- | ----------------------------------------------------- | ------------------ | ------------------ | --------- |
| 1            | 1         | New York, New Nanny               | Nová chůva v New Yorku      | Bob Koherr        | Pamela Eells O'Connell                                | 30. září 2011      | 31. prosince 2011  | 101       |
| 2            | 2         | The Talented Mr. Kipling          | Talentovaný pan Kipling     | Bob Koherr        | Valerie Ahern a Christian McLaughlin                  | 7. října 2011      | 10. března 2012    | 103       |
| 3            | 3         | Used Karma                        | Špatná Karma                | Bob Koherr        | námět: Silvia Olivas scénář: Chris Kula a Eric Schaar | 14. října 2011     | 10. března 2012    | 102       |
| 4            | 4         | Zombie Tea Party 5                | Zombie a čajový dýchánek    | Shelley Jensen    | Adam Lapidus                                          | 21. října 2011     | 17. března 2012    | 104       |
| 5            | 5         | One Day Wonders                   | Jednodenní hvězdy           | Phill Lewis       | Tim Maile a Douglas Tuber                             | 28. října 2011     | 31. března 2012    | 105       |
| 6            | 6         | Zuri's New Old Friend             | Zuriny staronový přátelé    | Leonard R. Garner | Sally Lapiduss a Erin Dunlap                          | 4. listopadu 2011  | 7. dubna 2012      | 107       |
| 7            | 7         | Creepy Connie Comes a Callin'     | Děsivá Connie               | Phill Lewis       | Eric Schaar a David Booth                             | 18. listopadu 2011 | 21. dubna 2012     | 109       |
| 8            | 8         | Christmas Story                   | Vánoční pohádka             | Phill Lewis       | Pamela Eells O'Connell                                | 9. prosince 2011   | 12. prosince 2012  | 106       |
| 9            | 9         | Star Wars                         | Hvězdné války               | Bob Koherr        | Tim Maile a Douglas Tuber                             | 6. ledna 2012      | 19. května 2012    | 114       |
| 10           | 10        | Are You Cooler than a 5th Grader? | Jste víc IN než páťák?      | Kevin Chamberlin  | Valerie Ahern a Christian McLaughlin                  | 20. ledna 2012     | 26. května 2012    | 111       |
| 11           | 11        | Take the A-Train... I Think?      | Ztraceni v podzemce         | Sean McNamara     | Adam Lapidus                                          | 27. ledna 2012     | 2. června 2012     | 110       |
| 12           | 12        | Romancing the Crone               | Rande s babiznou            | Bob Koherr        | Valerie Ahern a Christian McLaughlin                  | 10. února 2012     | 9. června 2012     | 112       |
| 13           | 13        | The Princess and the Pea Brain    | Princezna a hňup            | Bob Koherr        | Pamela Eells O'Connell                                | 24. února 2012     | 16. června 2012    | 113       |
| 14           | 14        | World Wide Web of Lies            | V síti lží                  | Leonard R. Garner | Sally Lapiduss a Erin Dunlap                          | 9. března 2012     | 23. června 2012    | 108       |
| 15           | 15        | The Kid Whisperer                 | Krotitelka                  | Bob Koherr        | Sally Lapiduss                                        | 30. března 2012    | 4. července 2012   | 115       |
| 16           | 16        | Glue Dunnit: A Sticky Situation   | Patálie s lepidlem          | Victor Gonzalez   | Valerie Ahern a Christian McLaughlin                  | 13. dubna 2012     | 15. září 2012      | 118       |
| 17           | 17        | Badfellas                         | Kráska a machr              | Victor Gonzalez   | Eric Schaar a David J. Booth                          | 27. dubna 2012     | 26. července 2012  | 120       |
| 18           | 18        | Beauty & the Beasts               | Kráska a zvířata            | Phill Lewis       | Pamela Eells O'Connell                                | 4. května 2012     | 14. července 2012  | 122       |
| 19           | 19        | Evil Times Two                    | Zlá sestra                  | Bob Koherr        | Adam Lapidus                                          | 11. května 2012    | 11. srpna 2012     | 116       |
| 20           | 20        | Tempest in a Teacup               | Bouře v šálku čaje          | Victor Gonzalez   | Sally Lapidus a Erin Dunlap                           | 8. června 2012     | 25. srpna 2012     | 119       |
| 21           | 21        | A Doll's Outhouse                 | Strachy                     | Phill Lewis       | Valerie Ahern a Christian McLaughlin                  | 22. června 2012    | 24. listopadu 2012 | 121       |
| 22           | 22        | We Are So Grounded                | Ztroskotali jsme            | Eric Dean Seaton  | Valerie Ahern a Christian McLaughlin                  | 13. července 2012  | 5. ledna 2013      | 124       |
| 23           | 23        | Creepy Connie's Curtain Call      | Děsivá Connie opět na scéně | Leonard R. Garner | Adam Lapidus                                          | 27. července 2012  | 6. října 2012      | 123       |
| 24           | 24        | Cattle Calls & Scary Walls        | Velký konkurz a děsivé zdi  | Leonard R. Garner | Sally Lapiduss a Erin Dunlap                          | 10. srpna 2012     | 6. září 2012       | 126       |
| 25           | 25        | Gotcha Day                        | Osvojeniny                  | Victor Gonzalez   | David J. Booth a Eric Schaar                          | 24. srpna 2012     | 19. ledna 2013     | 117       |
| 26           | 26        | The Secret Life of Mr. Kipling    | Kiplingův tajný život       | Eric Dean Seaton  | Pamela Eells O'Connell                                | 7. září 2012       | 2. února 2013      | 125       |

### Druhá řada (2012–2013)
V rozhovoru s ClevverTV, Debby Ryanová řekla, že druhá řada bude více o Jessie. V první řadě se seriál zaměřoval více na děti a na Jessie jen jako novou chůvu.
| Č. v seriálu | Č. v řadě | Původní název                                           | Český název                                  | Režie            | Scénář                                   | Premiéra v USA     | Premiéra v ČR      | Prod. kód |
| ------------ | --------- | ------------------------------------------------------- | -------------------------------------------- | ---------------- | ---------------------------------------- | ------------------ | ------------------ | --------- |
| 27           | 1         | The Whining                                             | Kňourání                                     | Rich Correll     | Eric Schaar a David J. Booth             | 5. října 2012      | 16. března 2013    | 202       |
| 28           | 2         | Green-Eyed Monsters                                     | Zelenooká monstra                            | Rich Correll     | Valerie Ahern a Christian McLaughlin     | 26. října 2012     | 16. března 2013    | 201       |
| 29           | 3         | Make New Friends, but Hide the Old                      | Udělej si nové přátele, ale schovej ty staré | Phill Lewis      | Sally Lapiduss a Erin Dunlap             | 2. listopadu 2012  | 23. března 2013    | 203       |
| 30           | 4         | 101 Lizards                                             | 100 a jedna ještěrka                         | Bob Koherr       | Sally Lapiduss a Erin Dunlap             | 9. listopadu 2012  | 30. března 2013    | 205       |
| 31           | 5         | Trashin' Fashion                                        | Módní výstřelky                              | Phill Lewis      | Valerie Ahern a Christian McLaughlin     | 30. listopadu 2012 | 6. dubna 2013      | 204       |
| 32           | 6         | Austin & Jessie & Ally All-Star New Year Nanny in Miami | Austin a Jessie a Ally Nový rok plný hvězd   | Bob Koherr       | Wayne Conley, Mike Montesano a Ted Zizik | 7. prosince 2012   | 2. června 2014     | 207       |
| 33           | 7         | The Trouble with Jessie The Trouble with Tessie         | Trable s Tessie                              | Bob Koherr       | David J. Booth a Eric Schaar             | 11. ledna 2013     | 20. dubna 2013     | 206       |
| 34           | 8         | Say Yes to the Messy Dress                              | Rozervané šaty mají zelenou                  | Kevin Chamberlin | Adam Lapidus                             | 18. ledna 2013     | 27. dubna 2013     | 208       |
| 35           | 9         | Teacher's Pest                                          | Učitelčin miláček                            | Shannon Flynn    | Erin Dunlap a Sally Lapiduss             | 1. února 2013      | 11. května 2013    | 210       |
| 36-37        | 10-11     | Jessie's Big Break                                      | Jessiin velký výstup                         | Bob Koherr       | Adam Lapidus                             | 15. února 2013     | 1. června 2013     | 216–217   |
| 38           | 12        | Pain in the Rear Window                                 | Odřené okno do dvora                         | Bob Koherr       | Adam Lapidus                             | 1. března 2013     | 17. prosince 2013  | 209       |
| 39           | 13        | Toy Con                                                 | Velká hračková loupež                        | Bob Koherr       | Michele McGee a Rick Williams            | 8. března 2013     | 9. listopadu 2013  | 212       |
| 40           | 14        | To Be Me or Not to Be Me                                | Být či nebýt sama sebou                      | Bob Koherr       | Pamela Eells O'Connell                   | 5. dubna 2013      | 24. srpna 2013     | 211       |
| 41           | 15        | Why Do Foils Fall in Love?                              | Opaky se přitahují                           | Rich Correll     | Mike Montesano a Ted Zizik               | 19. dubna 2013     | 16. listopadu 2013 | 214       |
| 42           | 16        | Kids Don't Wanna Be Shunned                             | Hra na třetího                               | Rich Correll     | Erin Dunlap a Sally Lapiduss             | 26. dubna 2013     | 11. května 2013    | 215       |
| 43           | 17        | All the Knight Moves                                    | Všechny královy tahy                         | Shannon Flynn    | Ted Zizik a Mike Montesano               | 3. května 2013     | 30. listopadu 2013 | 219       |
| 44           | 18        | We Don't Need No Stinkin' Badges                        | Odznakem sem, odznakem tam                   | Shannon Flynn    | Pamela Eells O'Connell                   | 7. června 2013     | 14. prosince 2013  | 223       |
| 45           | 19        | Somebunny's in Trouble                                  | Něco na tom králíkovi je                     | Amanda Bearse    | Pamela Eells O'Connell                   | 21. června 2013    | 21. prosince 2013  | 221       |
| 46           | 20        | Punch Dumped Love                                       | Praštěná ztracená láska                      | Bob Koherr       | Leigha Barr a Pete Szillagyl             | 28. června 2013    | 28. prosince 2013  | 213       |
| 47           | 21        | Quitting Cold Koala                                     | Koalí píseň                                  | Amanda Bearse    | Valerie Ahern a Christian McLaughlin     | 5. července 2013   | 11. prosince 2013  | 218       |
| 48           | 22        | Panic Attack Room                                       | V nouzi poznáš přítele                       | Rich Correll     | Eric Schaar a David J. Booth             | 5. července 2013   | 5. ledna 2014      | 224       |
| 49           | 23        | Throw Momma from the Terrace                            | Máma z terasy pryč                           | Rich Correll     | David J. Booth a Eric Schaar             | 12. července 2013  | 1. ledna 2014      | 222       |
| 50           | 24        | The Jessie-nator: Grudgement Day                        | Jessienátor: Den štupování                   | Rich Correll     | Eric Schaar a David J. Booth             | 26. července 2013  | 7. prosince 2013   | 220       |
| 51           | 25        | Diary of a Mad Newswoman                                | Deník šílené zpravodajky                     | Rich Correll     | Adam Lapidus                             | 9. srpna 2013      | 11. ledna 2014     | 226       |
| 52           | 26        | Break-Up and Shape-Up                                   | Rozchodové randění                           | Rich Correll     | Sally Lapiduss                           | 23. srpna 2013     | 4. ledna 2014      | 225       |
| 53-54        | 27-28     | G.I. Jessie                                             | Zvláštní jednotka Jessie                     | Rich Correll     | Pamela Eells O'Connell                   | 13. září 2013      | 18. ledna 2014     | 227–228   |

### Třetí řada (2013–2014)
| Č. v seriálu | Č. v řadě | Původní název                                  | Český název                              | Režie             | Scénář                                                      | Premiéra v USA     | Premiéra v ČR      | Prod. kód |
| ------------ | --------- | ---------------------------------------------- | ---------------------------------------- | ----------------- | ----------------------------------------------------------- | ------------------ | ------------------ | --------- |
| 55           | 1         | Ghost Bummers                                  | Trable s duchy                           | Rich Correll      | David J. Booth a Eric Schaar                                | 5. října 2013      | 22. února 2014     | 301       |
| 56           | 2         | Caught Purple Handed                           | Přichyceni při činu                      | Rich Correll      | Mike Montesano a Ted Zizik                                  | 11. října 2013     | 1. března 2014     | 302       |
| 57           | 3         | Understudied and Overdone                      | Náhradníci a kuchaři                     | Joel Zwick        | Sally Lapiduss a Erin Dunlap                                | 18. října 2013     | 8. března 2014     | 303       |
| 58           | 4         | The Blind Date, the Cheapskate and the Primate | Rande na slepo                           | Rich Correll      | David J. Booth a Eric Schaar                                | 1. listopadu 2013  | 15. března 2014    | 305       |
| 59           | 5         | Lizard Scales and Wrestling Tales              | Ještěři a wrestleři                      | Rich Correll      | Mike Montesano a Ted Zizik                                  | 15. listopadu 2013 | 22. března 2014    | 304       |
| 60           | 6         | The Rosses Get Real                            | Rossovi reálně                           | Shannon Flynn     | Adam Lapidus                                                | 22. listopadu 2013 | 5. dubna 2014      | 307       |
| 61           | 7         | Good Luck Jessie: NYC Christmas                | Hodně štěstí, Jessie: Vánoce v New Yorku | Rich Correll      | Valerie Ahern a Ch. McLaughlin                              | 29. listopadu 2013 | 1. května 2014     | 306       |
| 62           | 8         | Krumping and Crushing                          | Vrtivá porážka                           | Bob Koherr        | V. Ahern a Christian McLaughlin                             | 10. ledna 2014     | 3. května 2014     | 309       |
| 63           | 9         | Hoedown Showdown                               | Utkání s motykou                         | Lauren Breiting   | Pamela Eells O'Connell                                      | 21. února 2014     | 19. dubna 2014     | 308       |
| 64           | 10        | Snack Attack                                   | Svačina útočí                            | Maxine Lapiduss   | Sally Lapiduss a Erin Dunlap                                | 7. března 2014     | 17. května 2014    | 310       |
| 65           | 11        | Creepy Connie 3: The Creepening                | Děsivá Connie 3 - Děsivější              | Joel Zwick        | David J. Booth a Eric Schaar                                | 11. dubna 2014     | 26. července 2014  | 311       |
| 66           | 12        | Acting with the Frenemy                        | Přátelství nadevše                       | Sean Lambert      | Mike Montesano a Ted Zizik                                  | 27. dubna 2014     | 2. listopadu 2014  | 312       |
| 67           | 13        | From the White House to Our House              | Z Bílého domu do našeho domu             | Rich Correll      | Pamela Eells O'Connell                                      | 16. května 2014    | 9. listopadu 2014  | 319       |
| 68           | 14        | Help Not Wanted                                | Přivýdělek                               | Steve Hoefer      | Sally Lapiduss a Erin Dunlap                                | 13. června 2014    | 15. listopadu 2014 | 313       |
| 69           | 15        | Where's Zuri?                                  | Pan chůva                                | Rich Correll      | Mike Montesano a Ted Zizik                                  | 20. června 2014    | 23. listopadu 2014 | 317       |
| 70           | 16        | Morning Rush                                   | Ranní shon                               | Kevin Chamberlin  | V. Ahern, Ch. McLaughlin                                    | 27. června 2014    | 7. prosince 2014   | 314       |
| 71           | 17        | Lights, Camera, Distraction!                   | Světla, kamera, jedem!                   | Lauren Breiting   | Adam Lapidus                                                | 11. července 2014  | 21. prosince 2014  | 315       |
| 72           | 18        | Spaced Out                                     | Ve vesmíru                               | Rich Corell       | Adam Lapidus                                                | 25. července 2014  | 29. listopadu 2014 | 318       |
| 73           | 19        | The Talltale Duck The Telltale Duck            | Zachraňte kachnu                         | Leigh-Allyn Baker | Pamela Eells O'Connell                                      | 8. srpna 2014      | 28. prosince 2014  | 316       |
| 74           | 20        | Coffee Talk                                    | Mluvící kávovar                          | Debby Ryanová     | Jessica Lopez                                               | 22. srpna 2014     | 4. ledna 2015      | 327       |
| 75           | 21        | Between the Swoon and New York City            | Mezi Mdlobou a New Yourkem               | Jon Rosenbaum     | Erin Dunlap a Sally Lapiduss                                | 19. září 2014      | 14. března 2015    | 323       |
| 76           | 22        | No Money, Mo' Problems                         | Láska a Peníze                           | Victor Gonzalez   | Adam Lapidus                                                | 26. září 2014      | 21. března 2015    | 324       |
| 77           | 23        | The Runaway Bride of Frankenstein              | Frankensteinova Nevěsta                  | Bob Koherr        | Vanessa Mancos                                              | 2. říjen 2014      | 28. března 2015    | 325       |
| 78           | 24        | There Goes the Bride                           | Přichází Nevěsta                         | Bob Koherr        | Pamela Eells O'Connell                                      | 10. říjen 2014     | 4. dubna 2015      | 326       |
| 79           | 25        | Ride to Riches                                 | Cesta za bohatstvím                      | Bob Koherr        | Leigha Barr a Pete Szillagyl                                | 21. listopadu 2014 | 11. dubna 2015     | 320       |
| 80-81        | 26-27     | Jessie's Aloha Holidays with Parker and Joey   | Dovolená na Havaji                       | Shannon Flynn     | Valerie Ahern, Ch. McLaughlin, David J. Booth a Eric Schaar | 28. listopadu 2014 | 19. prosince 2014  | 321–322   |

### Čtvrtá řada (2015)
| Č. v seriálu | Č. v řadě | Původní název                 | Český název                      | Režie            | Scénář                                  | Premiéra v USA    | Premiéra v ČR   | Prod. kód |
| ------------ | --------- | ----------------------------- | -------------------------------- | ---------------- | --------------------------------------- | ----------------- | --------------- | --------- |
| 82           | 1         | But Africa Is So... Fari      | Africké safari                   | Rich Correll     | Eric Schaar                             | 9. ledna 2015     | 5. září 2015    | 402       |
| 83           | 2         | A Close Shave                 | Hladké oholení                   | Shannon Flynn    | Valerie Ahern a Christian McLaughlin    | 16. ledna 2015    | 12. září 2015   | 401       |
| 84           | 3         | Four Broke Kids               | Čtyři otřesené děti              | Kevin Chamberlin | Pamela Eells O´Connell                  | 6. února 2015     | 26. září 2015   | 410       |
| 85           | 4         | Moby and SCOBY                | Moby a Scoby                     | Bob Koherr       | Pamela Eells O´Connell                  | 20. února 2015    | 3. října 2015   | 404       |
| 86           | 5         | Karate Kid-tastrophe          | Karate Kid-katastrofa            | Bob Koherr       | Adam Lapidus                            | 27. března 2015   | 10. října 2015  | 403       |
| 87           | 6         | Basket Cases                  | Basketbalová kauza               | Rich Correll     | Adam Lapidus                            | 28. března 2015   | 17. října 2015  | 405       |
| 88           | 7         | Capture the Nag               | Boj o vlajku                     | Rich Correll     | Mike Montesano a Ted Zizik              | 7. dubna 2015     | 2. dubna 2016   | 409       |
| 89           | 8         | What a Steal                  | Vykrádáme vás                    | Phill Lewis      | Valerie Ahern a Christian McLaughlin    | 17. dubna 2015    | 3. dubna 2016   | 413       |
| 90           | 9         | Driving Miss Crazy            | Řidičský průkaz a Bláznivá jízda | Rich Correll     | Mike Montesano a Ted Zizik              | 24. dubna 2015    | 9. dubna 2016   | 408       |
| 91           | 10        | Bye Bye Bertie                | Bertram odchází                  | Debby Ryanová    | Sally Lapiduss a Erin Dunlap            | 15. květen 2015   | 10. dubna 2016  | 407       |
| 92           | 11        | Rossed at Sea, Part 1         | Rossovi na moři 1. část          | Rich Correll     | Joshua Corey a Brian Kratz              | 5. června 2015    | 16. dubna 2016  | 414       |
| 93           | 12        | Rossed at Sea, Part 2         | Rossovi na moři 2. část          | Rich Correll     | Mike Montesano a Ted Zizik              | 6. června 2015    | 23. dubna 2016  | 415       |
| 94           | 13        | Rossed at Sea, Part 3         | Rossovi na moři 3. část          | Rich Correll     | Joshua Corey a Brian Kratz              | 7. června 2015    | 17. dubna 2016  | 416       |
| 95           | 14        | Dance, Dance Resolution       | Taneční zvánky                   | Debby Ryan       | Sally Lapiduss a Erin Dunlap            | 10. červenec 2015 | 24. dubna 2016  | 412       |
| 96           | 15        | Someone Has To-Pay            | Někdo musí zaplatit              | Rich Correll     | Valerie Ahern a Christian McLaughlin    | 24. červenec 2015 | 30. dubna 2016  | 406       |
| 97           | 16        | Identity Thieves              | Ukradené sebevědomí              | Debby Ryan       | Monica Contreras a Jess Pineda          | 11. září 2015     | 1. května 2016  | 417       |
| 98           | 17        | Katch Kipling                 | Populární Kipling                | Lauren Breiting  | Adam Lapldus                            | 18. září 2015     | 7. května 2016  | 418       |
| 99           | 18        | The Ghostest with the Mostest | Duch s velkým D                  | Rich Correll     | Sally Lapiduss a Erin Dunlap            | 2. říjen 2015     | 26. říjen 2015  | 411       |
| 100          | 19        | The Fear in Our Stars         | Strach ve hvezdách               | Bob Koherr       | Joshua Corey, Brian Kratz a Eric Schaar | 9. říjen 2015     | 8. května 2016  | 419       |
| 101          | 20        | Jessie Goes to Hollywood      | Jessie jede do Hollywoodu        | Bob Koherr       | Pamela Eells O'Connell                  | 16. říjen 2015    | 19. června 2016 | 420       |